# Brasileirinho (filme)
Brasileirinho - Grandes Encontros do Choro, conhecido simplesmente por Brasileirinho, é um filme documentário de 2005, um tributo ao choro, gênero musical brasileiro. O filme do cineasta e diretor finlandês Mika Kaurismaki foi uma das atrações da mostra Fórum do Festival de Berlim de 2005. 
Alguns músicos que participaram do filme foram Yamandú Costa, Paulo Moura, Trio Madeira Brasil, Teresa Cristina, dentre outros.